# Fredrik August Ekström (läkare)
Fredrik August Ekström, född 5 juni 1816 i Linköping, död 5 december 1901 i Stockholm, var en svensk läkare.

## Biografi
Fredrik August Ekström var son till musikdirektören Anders Fredrik Ekström. Han var elev vid Linköpings skola och blev därefter 1835 student vid Uppsala universitet, där han 1840 blev medicine kandidat och 1841 medicine doktor. 1842 blev Ekström kirurgie magister och tjänstgjorde 1842-1843 som tillförordnad garnisonsläkare på Karlsborgs fästning. År 1843 blev han läkare vid Motala mekaniska verkstad, 1844 distriktsläkare i Motala och var 1845-1847 tillförordnad och 1847-1860 ordinarie intendent vid Medevi brunn. Under perioden 1850-1871 företog han en rad vetenskapliga resor till Storbritannien, Tyskland, Frankrike, Schweiz och Italien. Under sin första studieresa 1850 reste han till Paris, där han nära studerade Louis Auguste Desmarres som kom att betyda mycket för Ekström. Då Hermann von Helmholtz beskrivning av oftalmoskopet utgavs 1851 var Ekström en av de första att intressera sig för området. År 1859 blev Ekman praktiserande läkare och ögonläkare i Göteborg och läkare vid en samma år grundad enskild sjukvårdsinrättning för ögonsjuka, den första i sitt slag i Sverige. Han var 1862-1868 läkare vid dess sjukhem för obotligt sjuka och ledamot av dess styrelse 1862-1878, från 1868 som vice ordförande. Ekman var även ledamot av Göteborgs stadsfullmäktige 1863-1876 och ordförande i stadens sundhetsnämnd 1868. Därtill var han ordförande i direktionen för Allmänna och Sahlgrenska sjukhuset 1872-1875. År 1877 nedlade han sin praktik och sina befattningar i Göteborg och flyttade året därpå till Stockholm. År 1881 blev Ekman överintendent vid Kungliga Hovstaterna och 1883 medicine jubeldoktor.
Ekman blev 1859 ledamot av Kungliga Vetenskaps- och Vitterhetssamhället i Göteborg, där han 1867-1868 var tillförordnad och 1868-1870 ordinarie sekreterare och 1871-1872 ordförande. Han blev 1871 riddare av Nordstjärneorden, mottog 1882 Carl XIII:s orden och blev även kommendör av Sankt Olavs orden samt kommendör i första klassen av Vasaorden.